# Friedrich Kutzbach
Friedrich Albert Kutzbach (* 19. Juni 1873 in Trier; † 21. Dezember 1942 ebenda) war ein deutscher Architekt und Denkmalpfleger in Trier.

## Leben und Leistungen
Friedrich Kutzbach war der Sohn einer Trierer Kaufmannsfamilie. Sein Bruder Karl Kutzbach wirkte als Professor für Maschinenbau an der Technischen Hochschule Dresden. Friedrich Kutzbach besuchte das Friedrich-Wilhelm-Gymnasium in Trier. Schon als Schüler äußerte er die Absicht, die Erhaltung der historischen Bausubstanz in Trier zu seiner Lebensaufgabe zu machen. Nach dem Abitur 1891 studierte er bis 1901 Architektur an der Technischen Hochschule Aachen und der Technischen Hochschule (Berlin-)Charlottenburg. Er wurde aktives Mitglied der katholischen Studentenverbindung Carolingia Aachen im KV. Bereits als Student war er 1900 Mitglied einer Kommission zur Inventarisierung der Denkmäler seiner Vaterstadt.
Von 1902 bis 1914 war Kutzbach als königlicher Regierungsbaumeister in Ratibor, Birnbaum, Posen und Oppeln tätig. Aus gesundheitlichen Gründen wurde er aber am 1. Oktober 1915 mit dem Titel eines königlichen Baurats in den Ruhestand versetzt und kehrte nach Trier zurück. Dort begann er ohne amtlichen Auftrag, aber in enger Zusammenarbeit mit dem Provinzialmuseum seine Ausgrabungs- und Forschungstätigkeit. Dabei fand er 1917 im Bereich der ehemaligen Reichsabtei St. Maximin eine Krypta mit karolingischen Malereien, die heute zu den Schätzen des Bischöflichen Museums gehören. Ab 1918 befasste er sich unter anderem mit dem völlig verwahrlosten Bau des romanischen Simeonstifts neben der Porta Nigra, eines zweistöckigen Kreuzgangs aus dem 11. Jahrhundert, des ältesten dieser Art in Deutschland. Er erkannte die historische Bedeutung dieser Anlage und kämpfte für die Erhaltung und Rekonstruktion des vom Abbruch bedrohten Gebäudes.
Am 1. Juli 1921 betraute ihn die Stadt Trier mit der neu für ihn geschaffenen Aufgabe eines Stadtkonservators. Das versetzte ihn in die Lage, bei anstehenden Änderungen an denkmalgeschützten Bauten beratend und rettend einzugreifen, wobei ihm seine technischen Kenntnisse als Architekt sehr zugutekamen. Die Liste der vor Abriss und Verschandelung geretteten Bauten ist lang; hervorzuheben sind neben dem bis 1936 wiederhergestellten Simeonstift insbesondere das Dreikönigenhaus, der Frankenturm und die Fachwerkhäuser am Hauptmarkt. Zu seinen Aufgaben als Konservator gehörte auch die Verantwortung für das Heimatmuseum im Roten Haus, dessen Sammlungen er durch sorgfältig ausgewählte Neuerwerbungen ergänzte. Diese gehören zum Grundstock des späteren Moselmuseums und heutigen Stadtmuseum Simeonstift. Im Zuge der Planung für ein Trierer Großmuseum wurden die Verantwortlichkeiten der Denkmalpflege entgegen Kutzbachs Vorstellungen neu geordnet und Kutzbach und sein Mitarbeiter, der Architekt und Zeichner Karl Delhougne, am 30. Juni 1936 aus dem städtischen Dienst entlassen. Dazu hat wohl auch seine den Nationalsozialismus ablehnende politische Haltung beigetragen. Er konnte aber seine forschende Tätigkeit im Dienste der Provinzialverwaltung unter den bisherigen Bedingungen bis zu seinem Tod 1942 fortsetzen.
Kutzbachs umfangreicher Nachlass von Skizzen und Beschreibungen der Ausgrabungen und untersuchten Denkmäler wurde 1945 in den Trümmern seiner Wohnung gefunden und in das Stadtarchiv überführt. Die Zeichnungen bildeten nach dem Krieg in vielen Fällen die Grundlage für die Wiederherstellung, z. B. der Steipe am Hauptmarkt. 2008 stellte das Land Rheinland-Pfalz 15.000 Euro zur Verfügung, um diesen Nachlass zu restaurieren und der Abteilung Kunstgeschichte der Universität Trier für die wissenschaftliche Auswertung zur Verfügung zu stellen. Schon ein Jahr nach seinem Tod hat die Stadt Trier aus Anlass seines 70. Geburtstages die Simeonstiftstraße neben dem von ihm geretteten Gebäude nach ihm benannt.

## Schriften
Eine Bibliografie mit 97 Einträgen (meist kurze Zeitschriftenbeiträge) findet sich bei:
- Udo Köhler: Bibliographie Friedrich Kutzbach. In: Neues Trierisches Jahrbuch 1993 (ISSN 0077-7765), S. 173–177.